# Podenzano
Podenzano (emilián nyelven Pudinsàn) település Olaszországban, Emilia-Romagna régióban, Piacenza megyében. Lakosainak száma 9041 fő (2023. január 1.). Podenzano Piacenza, Pontenure, Rivergaro, San Giorgio Piacentino, Gossolengo és Vigolzone községekkel határos.

## Népesség
A település lakossága az elmúlt években az alábbi módon változott:
| Lakosok száma | 9195 | 9144 | 9041 |
|               | 2017 | 2018 | 2023 |